# Francisco Javier Díaz Verdugo
Francisco Javier Díaz Verdugo (Santiago, 1 de julio de 1971) es un abogado y político chileno, miembro del Partido Socialista (PS), del cual fue secretario general entre 2013 y 2014. Se desempeñó como subsecretario del Trabajo durante todo el segundo gobierno de la presidenta Michelle Bachelet (2014-2018).

## Estudios
Nació en Recoleta, hijo del médico cirujano Armando Antonio Díaz Cruz y Sara Olivia Verdugo Herrera. Estudió derecho en la Universidad de Chile, luego cursó un máster en ciencia política de la London School of Economics. Fue además becario Fulbright en la Universidad de Pittsburgh, Estados Unidos.

## Trayectoria política
Ha publicado diversos artículos académicos en libros y revistas especializadas, además de ser columnista de opinión en diarios y revistas de circulación nacional. Es coautor y coeditor de cuatro libros en materias de política, políticas públicas, sistemas de bienestar y cohesión social.
Durante la primera administración de Michelle Bachelet se desempeñó como jefe del equipo presidencial de asesores en políticas públicas (2006-2010). Además, fue jefe de gabinete del ministro del Trabajo y Previsión Social entre 2004 y 2005.
También ha enseñado ciencia política, comunicación y políticas públicas en las universidades de Chile, Diego Portales y ARCIS. Desde 2010 hasta 2014 fue investigador senior en Cieplan. Fue además vicepresidente de la «Asociación Chilena de Ciencia Política» (2008-2010).
Militante del Partido Socialista de Chile (PS), entre 2013 y 2014 ejerció como secretario general de dicha colectividad.